# Fayek Gobran
Fayek Gobran (arab. ‏فايق عدلي عزب‎, ur. 26 maja 1958 w Aleksandrii, zm. W październiku 2021) – egipski bokser.
Brał udział na Letnich Igrzyskach Olimpijskich 1984, gdzie zajął 17. miejsce.